# Brachyolene brunnea
Brachyolene brunnea är en skalbaggsart som beskrevs av Aurivillius 1914. Brachyolene brunnea ingår i släktet Brachyolene och familjen långhorningar. Inga underarter finns listade.